# Rhampsinitus hewittius
Rhampsinitus hewittius is een hooiwagen uit de familie echte hooiwagens (Phalangiidae).